# Virectaria
Virectaria és un gènere amb vuit espècies de plantes amb flors que pertany a la família de les rubiàcies.
És natiu d'Àfrica tropical.

## Taxonomia
Virectaria va ser descrita per Cornelis Eliza Bertus Bremekamp i publicat a Verhandelingen der Koninklijke Nederlandsche Akademie van Wetenschappen. Afdeeling Natuurkunde, Tweede Reeks ser. 2. 48(2): 21 (>obs. et adnot.<). 1952.
- Virectaria angustifolia (Hiern) Bremek. (1952).
- Virectaria belingana N.Hallé (1966).
- Virectaria herbacoursi N.Hallé (1966).
- Virectaria major (K.Schum.) Verdc. (1953).
- Virectaria multiflora (Sm.) Bremek. (1952).
- Virectaria procumbens (Sm.) Bremek. (1952).
- Virectaria salicoides (C.H.Wright) Bremek. (1952).
- Virectaria tenella J.B.Hall (1972).